# 일본의 농업
일본의 농업 문서에서는 일본의 농업과 농업 상황에 대해 다룬다. 해외에서 일본 요리 붐이 일어나 2013년경부터 건실한 농작물이나 가공품의 해외 수출량이 매년 증가하고 있다.

## 개요
일본의 농업(임업, 수산업 제외)의 국내총생산은 2009년 기준 5조 3,490억엔이며 전 산업의 1.13%를 차지하고 있다. 농업 종사자 수(식품제조업 제외)는 2009년 기준 236만 명이며 전 산업의 3.7%를 차지하고 있으며 건설업 다음으로 일본 국내 2위의 종사자 수를 점하고 있다.
| 홋카이도  | 10,578 (억 엔) |
| 치바      | 4,319          |
| 이바라키  | 4,194          |
| 가고시마  | 4,019          |
| 니가타    | 3,281          |
| 아이치    | 3,259          |
| 구마모토  | 3,242          |
| 미야자키  | 3,108          |
| 전국 총계 | 89,986         |

| 벼(곡식 생산용)        | 1,628,000 |
| 보리(곡식 생산용)      | 265,900   |
| 고구마                 | 39,700    |
| 잡곡(건조 곡식 생산용) | 49,700    |
| 콩류(건조 곡식 생산용) | 189,000   |
| 채소                   | 547,900   |
| 과일                   | 246,900   |
| 공업용 농작물          | 166,600   |
| 비료용 농작물          | 1,012,000 |
| 기타 농작물            | 87,000    |
| 총 경작면적            | 4,233,000 |